# NPO Humor TV
NPO Humor TV was een digitaal themakanaal van de Nederlandse Publieke Omroep met cabaret en satire dat op 15 november 2006 van start ging. Humor TV was via de decoder op de televisie te zien en op internet. Door bezuinigingen bij de publieke omroep stopte NPO Humor TV per 1 juli 2016 met uitzenden.

## Ontstaan

Het logo van Humor TV 24 gebruikt van mei 2009 t/m 10 maart 2014

Humor TV is op 15 november 2006 opgericht. Het begon als een internetkanaal van het toenmalige Nederland 4. Het betrof toen een kanaal in handen van de VARA. Na een aantal jaar zijn ze ook gaan uitzenden via de digitale tv, waarbij ze ook vierentwintig uur per dag gingen uitzenden, waarmee de naam ook is veranderd in Humor TV 24. Vanaf die tijd kwamen er ook andere omroepen bij en werden er meer buitenlandse, bovenal Engelse van de BBC, series aangekocht. Op 10 maart 2014 is de zendernaam voor het laatste gewijzigd in NPO Humor TV. Het kanaal stopte per 1 juli 2016, toen het aantal themakanalen werd verminderd tot vijf.

## Platformen
NPO Humor TV bestond uit verschillende platformen:
- De zender zelf;
- Het uitzendblok op NPO 3 genaamd Humor TV presenteert...
- De site humortv.vara.nl;
- De app van de zender.

## Uitzendingen
De programmering bestond voor een groot deel uit herhalingen van satirische en cabaretprogramma's van de VARA, BNN, VPRO en NTR, maar ook gehele cabaretprogramma's van cabaretiers. Ook zonden ze opnames van cabaretfestivals en filmpjes van beginnende cabaretschrijvers uit.